# 다잉 어스
다잉 어스(영어: Dying Earth)는 SF 또는 과학 판타지의 서브 장르의 하나로, 지구가 임종을 맞이한다, 혹은 우주 그 자체가 끝나려는 "먼 미래의 지구"를 무대로 하는 것을 특징으로 한다. 자원이 고갈한 세계를 그리지만, 부활의 조짐이 그려지기도 한다.

## 개요
"종말물"의 하위 장르이며, 꽤 오래전부터 쓰였다. 일반적으로 엄청난 파괴가 그려지는 것이 아니라 오히려 지구의 엔트로피적 소모를 그린다. 이 장르의 전조는 낭만주의 운동의 작품으로 보인다. 장 밥티스트 쿠쟁 드 그랭빌(Jean-Baptiste Cousin de Grainville)의 "Le Dernier Homme (1805)"는 지구에 마지막으로 남겨진 남자의 이야기이며, 지구가 완전히 불모지가 된 쓸쓸한 미래를 그리고 있다. 바이런의 시 "Darkness"(1816)는 태양이 사멸한 후의 지구를 그린 것이다.
다른 초기의 예로 카미유 훌라 메리언의 "라 핀 두 몽드(La Fin du Monde)" (세계의 끝, 1893년)가 있다. 이 장편 소설의 전반은 25세기에 혜성이 지구와 충돌하는 이야기이다. 후반에는 지구상에서 문명이 흥망을 반복하고, 인류가 진화 역사를 그려 결국 지구가 불모의 행성이 되어 최후를 맞이한다. 더 유명한 예로 H. G. 웰스의 《타임머신》(1895)이 있다. 이 작품의 마지막에 시간 여행자가 본 것은 지구에서 작은 생물이 살아있는 모습이었다. 그는 원래 시간으로 돌아가 다시 친구들에게 그 이야기를 전한다.
윌리엄 H. 호지슨은 웰스의 비전을 개정하여 두 작품을 썼다. "이계의 집"(1908)은 초자연적인 힘에 둘러싸인 집을 무대로 하고 있다. 해설자는 (특히 설명되지 않는 물리적 힘에 의해) 먼 미래에 끌려가 인류가 멸종한 세계를 보고, 또한 지구의 죽음을 목격한다. "밤의 대지"(1912)는 태양이 수명을 다한 수 백만 년 후의 미래가 그려져 있다. 살아남은 수 백만 명의 인류가 거대한 금속 피라미드 마지막 요새(Last Redoubt)에 살았으며 (아마도 문학에 등장하는 최초의 생태 건축학) 암흑의 외계를 지배하는 알 수 없는 힘에 둘러싸여 있었다. 클라크 애슈턴 스미스는 1930년대부터 먼 미래의 지구 대륙 조티크를 무대로 하는 일련의 작품을 썼다. 1953년 11월 3일자 L.  스프레이크 디 캠프에게 쓴 편지에 스미스는 다음과 같이 적었다.
| “ | 과거와 미래의 대륙에 대한 신지학 이론으로 막연히 시사했다 조티크는 지구 최후의 인간이 살고 있는 대륙이다. 현재 우리 주기의 대륙은 아마 여러 번 가라앉았다. 일부는 가라앉은 상태이며, 다른 부분은 재부상하여 스스로를 재배치했다. (중략) 우리 문명의 과학 및 기술은 우리의 종교와 함께 잊혀졌다. 그러나 많은 신들이 숭배되었다. 그리고 마법과 악마 숭배가 태고와 마찬가지로 다시 퍼졌다. 뱃사람은 노와 돛만을 사용했다. 화기가 아니라 활과 화살과 검과 창 등밖에 없다" | ” |

엄밀히 말해 죽은 지구는 아니지만 20세기 전반의 "검과 혹성"은 화성을 무대로 수많은 유명한 에드거 라이스 버로스의 바숨 연대기와 그것에 영향을 받은 여러 작품, 리 브래킷의 에릭 존 스타크 물건, C. L. 무어의 노스웨스트 스미스 등이 죽은 지구에 가깝다. 이 작품에서는 고대풍의 이국적인 화성인 (기타)이 퇴폐적인 쇠퇴기에 과거의 악마적 존재에 의해 활성화된다. 과학자들은 진지하게 과거 화성에 생명체가 존재하고 있었다고 생각했지만, 그 생명이 지금은 거의 혹은 완전히 멸종했다고 생각하여 그런 현실도피적인 모험의 쇠퇴를 초래하여 타격이 되었다.
클라크 애슈턴 스미스의 영향을 받아 잭 밴스는 연작 단편집 "죽어가는 지구"(The Dying Earth 1950)를 썼다. 이 단편집에서 일부 속편이 적혀있다. 이 작품에서 '죽은 지구'라는 장르 이름이 붙었다.

## 작품 예
- H. P. 러브크래프트와 R. H. 배로 "모든 바다"(1935) - 인류의 문명이 쇠퇴하고 있으며, 지구상의 모든 생명체가 멸종 위기에 처한 세계의 이야기이다. 태양이 적색 거성으로 팽창하기 시작했고, 지구는 사막화의 일로를 걷고 있다. 부족의 마지막 생존자인 주인공이 물과 대피소와 다른 생존자를 찾아 여행을 떠난다. 그러나 발견되는 것은 폐허와 죽음뿐이다.

- 에드먼드 해밀턴의 "시간이 멈추는 곳 (1951)"
- 만화 《슈퍼맨》의 단편 "Superman Under the Red Sun"# 300 (1963)
- 아서 C. 클라크의 "도시와 별"(1956) - 이전에 쓴 중편 "은하 제국의 붕괴"(1953)를 바탕으로 장편화 한 것
- 브라이언 올디스의 "지구의 긴 오후 (1962)" - 지구가 자전을 멈추고 식물이 치열한 진화와 쇠퇴하며, 특히 열대 지역 (태양을 항상 향하고 있는 면)은 거대한 정글에 덮여 있다. 근근이 살아있는 인류는 멸종 위기에 놓였다.
- 존 브러너의 "유성을 잡아라 (1968)" -"Earth is But a Star (1958)"를 개제했다 The 100th Millennium (1959)를 장편화 한 작품. 방스의 영향을 받은 먼 미래를 무대로 한 작품.
- M. 존 해리슨 "비리코니엄" 시리즈 (1970-84)" - 수 천 년 간 축적된 데토리타스으로 덮여 죽어가는 지구에 있는 비리코니엄이라는 도시를 무대로 한 시리즈[2].
- 마이클 무어콕의 "The Dancers at the End of Time 시리즈 (1971-81)"[3]
- 필립 호세 파머 "Dark Is the Sun (1979)" - 먼 미래의 죽어가는 지구를 무대로 한다. 이 장르의 다른 작품처럼, "끝난다"라는 것을 음미하며 시간 자체의 의미를 고찰하고 있다.
- 진 울프의 "새로운 태양의 책" 시리즈 (1980-87) - 추방된 고문들 세벨리언의 여행을 그린 연대기. 세벨리언은 완전한 기억을 가지고 있으며 1인칭으로 이야기를 말한다. 무대는 먼 미래이며 태양이 쇠퇴하고 황폐해졌다[4]. 울프는 밴스 소설의 직접적인 영향을 인정하였다.
- C. J. 체리의 단편집 "Sunfall (1981)" - 먼 미래의 지구 곳곳을 무대로 한 연작 단편집. 말투, 테마, 판타지 요소는 개별 단편마다 다르다.
- 그레그 베어 "City at the End of Time (2008)" - 호지슨의 "나이트 랜드"의 오마주
- 인형극 "술렁술렁 숲의 간코짱"

## 같이 보기
- 종말물